# Sznyfin
Sznyfin (prononciation : [ˈʂnɨfin], en allemand : Rasenau) est un village polonais de la gmina de Buk dans le powiat de Poznań de la voïvodie de Grande-Pologne dans le centre-ouest de la Pologne.
Il se situe à environ 7 kilomètres au sud-est de Buk (siège de la gmina) et à 28 kilomètres au sud-ouest de Poznań (siège du powiat et capitale régionale).

## Histoire
De 1975 à 1998, le village faisait partie du territoire de la voïvodie de Poznań.

Depuis 1999, Sznyfin est situé dans la voïvodie de Grande-Pologne.
Le village possède une population de 140 habitants en 2009.